# Kevin Álvarez Campos
Kevin Nahin Álvarez Campos (Colima (Colima), 15 de janeiro de 1999) é um futebolista mexicano que atua como lateral. Atualmente joga pelo América.

## Carreira internacional

### Categorias de base
Em abril de 2019, Álvarez foi convocado para representar o México na Copa do Mundo FIFA Sub-20 de 2019 na Polônia.
Álvarez foi convocado por Jaime Lozano para participar com a seleção sub-23 dos Jogos Pan-americanos de 2019.

### Principal
Em 3 de julho de 2021, Álvarez fez sua estreia na seleção principal em um amistoso contra a Nigéria.
Em outubro de 2022, Álvarez foi nomeado para a seleção preliminar de 31 jogadores do México para a Copa do Mundo FIFA de 2022 e, em novembro, foi finalmente incluído na lista final de 26 jogadores.

## Títulos
Pachuca
- Liga MX: Apertura 2022

América
- Liga MX: Apertura 2023, Clausura 2024
- Campeón de Campeones: 2024
- Campeones Cup: 2024

### Prêmios individuais
- Seleção da Liga MX: Guardianes 2021, Clausura 2022[5]
- Melhor defensor da Liga MX: 2021–22,[6] 2022–23
- Liga MX All-Star: 2021,[7] 2022[8]